# پیر پفلیملین
پیر پفلیملین (انگلیسی: Pierre Pflimlin؛ زاده ۵ فوریه ۱۹۰۷ – درگذشته ۲۷ ژوئن ۲۰۰۰) یک سیاست‌مدار اهل فرانسه بود.